# Pedicularis tantalorhynchoides
Pedicularis tantalorhynchoides är en snyltrotsväxtart som beskrevs av Tsoong. Pedicularis tantalorhynchoides ingår i släktet spiror, och familjen snyltrotsväxter. Inga underarter finns listade i Catalogue of Life.